# 木下利彪
木下 利彪（きのした としとら）は、江戸時代中期の大名。備中国足守藩8代藩主。足守藩木下家9代。官位は従五位下・淡路守。

## 略歴
7代藩主・木下利忠の次男として誕生。母は側室・松崎氏。幼名は富五郎。
家譜では明和3年（1766年）生まれ（『寛政重修諸家譜』では明和元年（1764年）生まれとする）。兄・利寛の早世により嫡子となり、天明4年（1784年）7月27日、父の隠居により家督を継いだ。
文化人であった利彪は藩校・追琢舎を創設し、秋山彦朔を民間から登用して教授に任命するなど、文化的にこの治世で大いなる発展を遂げた。また、民間に対しても三余舎を設置して教育の普及に努めている。
しかし病弱なこともあって、寛政11年（1799年）8月9日に隠居し、家督を長男・利徽に譲った。そして享和元年（1801年）5月14日、父に先立って36歳で死去した。

## 系譜
- 父：木下利忠（1738-1809）
- 母：松崎氏
- 正室：松平親盈娘
  - 長男：木下利徽（1787-1851）